# Wólka Obrowska
Wólka Obrowska (biał. Вулька Аброўская; ros. Вулька Обровская) – agromiasteczko na Białorusi, w obwodzie brzeskim, w rejonie iwacewickim, w sielsowiecie Żytlin.

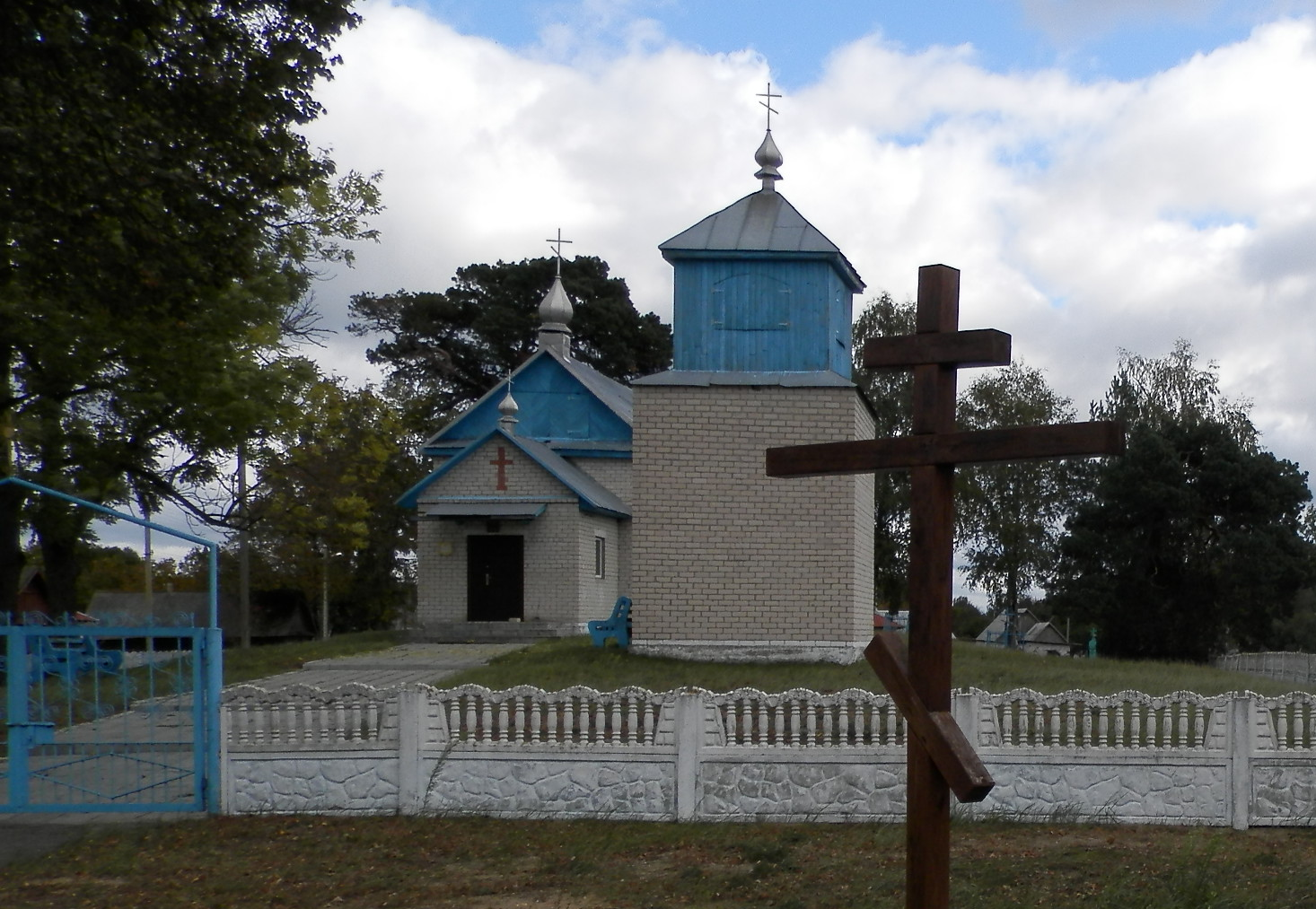
Cerkiew i dzwonnica

Znajduje się tu parafialna cerkiew prawosławna pw. św. Jana Kronsztadzkiego.
W dwudziestoleciu międzywojennym miejscowość leżała w Polsce, w województwie poleskim, w powiecie kosowskim/iwacewickim, do 1 stycznia 1926 w gminie Borki-Hiczyce, następnie w gminie Święta Wola. Po II wojnie światowej w granicach Związku Sowieckiego. Od 1991 w niepodległej Białorusi.